# Сървайвър: Палау
Сървайвър: Палау (на английски: Survivor: Palau) е десетият сезон на популярното американско CBS реалити шоу „Сървайвър“. Сезонът е заснет от 1 ноември 2004 г. до 9 декември 2004 г. и стартира излъчването си на 17 февруари 2005 г., като снимането е в Корор, Палау. Водещият е Джеф Пробст, дните са отново 39, а за първи път в историята оцеляващите са 20.
За първи път състезателите сами избират племената си, вместо продуцентите. Тези, които не са избрани от нито едно от двете племена, биват елиминирани незабавно. Двете племена се казват Улонг (на остров Улонг) и Корор (предишна столица на Палау). В играта, Корор доминира още от началото, спечелвайки всяко изпитание за имунитет, и губейки само три изпитания за награда. В средата на играта, след като всички нейни съотборници от Улонг бяха изгонени или елиминирани, последната оцеляла Стефани ЛаГроса получава карта за лагера на Корор. Докато играчите определят това като сливане, продуцентите описват Палау като единственият сезон, в който няма обединение. Накрая пожарникарят Том Уестман надделява над Кейти Галахър с вот 6-1 и става последният оцелял.
Джеф Пробст казва, че това е един от любимите му сезони, и че последното изпитание за неприкосновеност е най-доброто за него.
Боби Джон Дринкард и Стефани ЛаГроса се състезават и в Сървайвър: Гватемала, където се класират 9-и и 2-ра. ЛаГроса също участва и в Сървайвър: Герои срещу Злодеи. Заедно с Том Уестман са в племето на героите, където заемат 19-о и 16-о място.
|  | Тази страница частично или изцяло представлява превод на страницата Survivor: Palau в Уикипедия на английски. Оригиналният текст, както и този превод, са защитени от Лиценза „Криейтив Комънс – Признание – Споделяне на споделеното“, а за съдържание, създадено преди юни 2009 година – от Лиценза за свободна документация на ГНУ. Прегледайте историята на редакциите на оригиналната страница, както и на преводната страница, за да видите списъка на съавторите. ВАЖНО: Този шаблон се отнася единствено до авторските права върху съдържанието на статията. Добавянето му не отменя изискването да се посочват конкретни източници на твърденията, които да бъдат благонадеждни. |